# Elecciones municipales de 2019 en Santa Cruz de Tenerife
Las elecciones municipales de 2019 se celebraron en la ciudad capitalina de Santa Cruz de Tenerife el domingo 26 de mayo, de acuerdo con el Real Decreto de convocatoria de elecciones locales en España dispuesto el 1 de abril de 2019 y publicado en el Boletín Oficial del Estado el 2 de abril.1 Se eligieron los 27 concejales del pleno del Ayuntamiento de Santa Cruz de Tenerife, a través de un sistema proporcional (método d'Hondt), con listas cerradas y un umbral electoral del 5%.

## Resultados
A continuación, se muestran las candidaturas que superaron un 1% de los votos, mientras que el resto quedan en "otras candidaturas":
| Candidatura                  | Candidatura                                            | Votos   | %                               | Escaños                         |
| ---------------------------- | ------------------------------------------------------ | ------- | ------------------------------- | ------------------------------- |
|                              | Coalición Canaria (CC)                                 | 26 987  | 30,86                           | 10                              |
|                              | Partido Socialista de Canarias (PSC)                   | 23 000  | 26,30                           | 9                               |
|                              | Podemos-Izquierda Unida Canaria-Equo (Podemos-IU-Equo) | 9 289   | 10,62                           | 3                               |
|                              | Partido Popular (PP)                                   | 8 419   | 9,39                            | 3                               |
|                              | Ciudadanos (Ciudadanos)                                | 7254    | 8,3                             | 2                               |
| Sí se puede Tenerife (SSP)   | Sí se puede Tenerife (SSP)                             | 3 847   | 4,4                             | 0                               |
| Vox                          | Vox                                                    | 2 744   | 3,14                            | 0                               |
| Nueva Canarias-Frente Amplio | Nueva Canarias-Frente Amplio                           | 1 488   | 1,7                             | 0                               |
| PACMA                        | PACMA                                                  | 1 387   | 1,59                            | 0                               |
| En blanco                    | En blanco                                              | 696     | 0,8                             |                                 |
| Otras candidaturas           | Otras candidaturas                                     | 2 333   | 2,67                            | 0                               |
| Votos válidos                | Votos válidos                                          | 87 444  | 100,00                          | 27                              |
| Votos nulos                  | Votos nulos                                            | 508     | Participación: \| \| 53,38 % \| | Participación: \| \| 53,38 % \| |
| Votantes                     | Votantes                                               | 87 952  | Participación: \| \| 53,38 % \| | Participación: \| \| 53,38 % \| |
| Electores                    | Electores                                              | 164 751 | Participación: \| \| 53,38 % \| | Participación: \| \| 53,38 % \| |
|                              | 53,38 %                                                |         |                                 |                                 |

Coalición Canaria mejoró sus resultados, el PSOE obtuvo los mejores de su andadura y el PP sacó los peores de sus 28 años de historia. El centroderecha acaparó 15 de los 27 concejales y las fuerzas progresistas se repartieron los otros 12. 

## Investidura
| Fecha                                                   | Voto                      |    |   |   |   |   | Total | Investido |
| ------------------------------------------------------- | ------------------------- | -- | - | - | - | - | ----- | --------- |
| 15 de junio de 2019 Mayoría requerida: Absoluta (14/27) | José Manuel Bermúdez (CC) | 10 |   |   |   |   | 10/27 | No        |
| 15 de junio de 2019 Mayoría requerida: Absoluta (14/27) | Patricia Hernández (PSC)  |    | 9 | 3 |   | 2 | 14/27 | Sí        |
| 15 de junio de 2019 Mayoría requerida: Absoluta (14/27) | Guillermo Díaz (PP)       |    |   |   | 3 |   | 3/27  | No        |

La investidura de Patricia Hernández supuso el fin de los diversos gobiernos encabezados por Coalición Canaria desde 1983 en la capital tinerfeña, siendo el primer gobierno socialista de la ciudad desde la democracia y resultando también en la primera mujer al frente del consistorio capitalino desde su fundación. Sin embargo, este cambio trajo mucha polémica, ya que Ciudadanos consideró tránsfugas a los dos concejales que votaron a favor de la investidura y abriéndoles un expediente por ello. Por su parte, José Manuel Bermúdez se interesó por ser designado senador autonómico después de no ser investido alcalde, como lo hizo en su día el también alcalde Miguel Zerolo. Finalmente el senador elegido fue Fernando Clavijo, expresidente del gobierno de Canarias.

## Moción de censura
El 17 de abril de 2020, en pleno confinamiento; el concejal de urbanismo Juan Ramón Lezcano perteneciente a Ciudadanos anunció su dimisión, por lo que tomó el acta de concejala Evelyn Alonso, quien el 13 de julio de ese año apoyó una moción de censura contra la alcaldesa socialista, Patricia Hernández. La moción de censura fue planteada por Coalición Canaria y también fue apoyada por el PP, por lo que Manuel Bermúdez volvería a la alcaldía tan solo un año después de perderla
| Fecha                                                   | Voto       |    |   |   |   |   | Total | investido | Resultado                                 |
| ------------------------------------------------------- | ---------- | -- | - | - | - | - | ----- | --------- | ----------------------------------------- |
| 13 de Julio de 2020 Mayoría requerida: Absoluta (14/27) | Sí         | 10 |   | 3 |   | 1 | 14/27 | Sí        | José Manuel Bermúdez es investido alcalde |
| 13 de Julio de 2020 Mayoría requerida: Absoluta (14/27) | No         |    | 9 |   | 3 | 1 | 13/27 |           | José Manuel Bermúdez es investido alcalde |
| 13 de Julio de 2020 Mayoría requerida: Absoluta (14/27) | Abstención |    |   |   |   |   | 0/27  |           | José Manuel Bermúdez es investido alcalde |